# J. R. Writer
J. R. Writer (* 13. September 1984 in Washington Heights, Manhattan, New York; bürgerlich Juan Rusty Brito), auch bekannt als Serious Business und The Writer of Writers, ist ein US-amerikanischer Rapper dominikanischer Herkunft. Writer ist bekannt für seine Freestylekünste und seine aggressiven Wortspiele, die er in seine Texte einbaut.

## Biografie
J. R. Writer hat im Verlauf seiner Karriere mit Künstlern wie Lil Wayne, Paul Wall und Cam’ron zusammengearbeitet und ist Mitglied der Harlem Diplomats. Dank seiner erfolgreichen Mixtape-Serie hat sich J. R. Writer an die Spitze der Lyricists bei den Diplomats hochgearbeitet.
J. R. Writer stand 2006 mit Jay-Z und dessen Sprössling Tru Life im Beef, der noch aus vergangenen Tagen stammt, als Cam’ron Roc-A-Fella Records verlassen hatte. Die beiden deutschen Rapper Samy Deluxe und Bushido haben J. R. Writer für einen Gastauftritt auf deren Alben engagiert. Im Jahre 2007 war J. R. Writer zusammen mit den deutschen Rappern Kool Savas, Ercandize und Olli Banjo sowie den US-amerikanischen Künstlern Noreaga, Agallah, Jaeson, Lumidee und Jae Millz auf dem Lied Men of Respect zu hören, zu dem auch ein Video gedreht worden ist.

## Diskografie
Alben
- 2006: History in the Making

Mixtapes
- 2004: Writers Block I
- 2005: Writers Block II
- 2006: Writers Block III
- 2007: Writers Block IV
- 2007: My Past Is Your Future
- 2007: Block Work
- 2007: Writers Block V
- 2008: Politics and Bulls**t
- 2009: Cinecrack
- 2009: Cinecrack 1.5
- 2009: Ghost Writer
- 2010: Still Standing
- 2011: Still Standing 2: Kill ’Em Dead
- 2011: Still Standing 3
- 2016: Meet Zeus

Singles
- 2006: Grill ’Em
- 2006: Byrd Call
- 2006: Let’s Ride
- 2007: Get ’Em